# بازی‌های ترور
بازی‌های ترور (به انگلیسی: Assassination Games) یک فیلم اکشن و دلهره‌آور آمریکایی محصول سال ۲۰۱۱ به کارگردانی ارنی بارباراش با بازی ژان کلود ون دام، اسکات ادکینز و ایوان کی است. این فیلم در ۲۹ ژوئیه ۲۰۱۱ در ایالات متحده منتشر شد.

## خلاصه داستان
وینسنت برزیل (ژان کلود ون دام) و رولند فلیند (اسکات ادکینز) دو آدمکش حرفه‌ای در کار خود هستند اما آنها از وجود یک دیگر خبر ندارند و هر دو نفر فکر می‌کنند بهترین در دنیا هستند تا اینکه آنها برای انجام یک مأموریتی بسیار مهم ناخواسته در مقابل همدیگر قرار می‌گیرند، و همین امر باعث شکست در ماموریتشان می‌شود. هر دو نفر لو می‌روند، و مشکلات عجیبی بریشان رقم می‌خورد.

## بازیگران
- ژان کلود ون دم … وینسنت برزیل
- اسکات ادکینز … رولند فلیند
- ایوان کی … پولو یاکور
- والنتین تئودوسیو … بلانچارد
- آلین پانک … کوواچ
- کوین چاپمن … کولی
- سربان کلی
- مایکل هیگز
- کریستوف فن وارنبرگ
- ماریجا کاران
- بیانکا بری

## تولید
در ابتدا این فیلم با عنوان اسلحه با کارگردانی راسل مالکهی شروع به توسعه کرد. و قرار بود که استیون سیگال برای بازی در کنار ون دام حضور داشته باشد. پس از کنار گذاشتن سیگال از نقش، وینی جونز به عنوان جایگزین استیون سیگال در نظر گرفته شد، ولی این نقش در نهایت به اسکات ادکینز رسید. فیلمبرداری در بخارست و نیواورلئان انجام شد.

## انتشار فیلم
این فیلم در ۲۹ ژوئیه ۲۰۱۱ اکران محدودی داشت. کمپانی سرگرمی خانگی سونی پیکچرز فیلم را در ایالات متحده در ۶ سپتامبر ۲۰۱۱، و در بریتانیا در ۱۰ اکتبر ۲۰۱۱ منتشر کرد.